# 放香堂
株式会社放香堂（ほうこうどう）は京都府相楽郡和束町に自社茶農園を有する茶商。小売店舗は兵庫県神戸市中央区元町に所在。

## 事業内容
日本茶の茶木育成・生産・再生加工・日本茶卸売・日本茶原料卸売・抹茶原料卸売・小売などを生業とする茶商である。得意先は大手百貨店や大手通信販売会社など。
60年以上の歴史の中で13人しか選ばれていない「茶審査技術十段（最高位）」に茶師 酢田恭行が認定されている。
平成27年（2015年）10月より、日本で最初の珈琲店として珈琲の提供を再開。カタカナ語辞典（三省堂）にも日本最初のコーヒー店として掲載されている（1976年より掲載、当初は外来語辞典であった）。

## 歴史
- 天正年間（1573年〜1591年）： 茶畑開畑

- 天保年間（1830年〜1843年）： 創業
創業者：東 源兵衛（ひがし げんべい）
元来、京都山城宇治和束郷の茶農家であった創業者である東源兵衛が宇治茶を江戸一円（現在の東京都一円）に卸売始めたのを起源とする。

- 安政5年（1858年）
松平家の御茶御用商人となり「放香堂（ほうこうどう）」の屋号を頂戴する。

- 慶応3年（1868年）
神戸港開港時に日本茶（宇治茶）の輸出商館（現在の神戸市中央区栄町通）を設立しインドや東南アジアなどの諸外国日本人町に対して茶貿易を行う。

- 明治7年（1874年）
神戸市中央区元町通り（旧西国街道）に宇治茶・珈琲・紅茶・九谷焼売捌所・郵便物取扱の店舗「放香堂」を開店。又、当時の店舗風景画は「豪商神兵湊の魁：放香堂」（神戸市史学会蔵）と題して、現在は神戸市市立博物館が保管。

豪商神兵湊の魁：放香堂（神戸市史学会蔵）

- 明治11年（1878年）
12月26日の讀賣新聞（現存：放香堂蔵）に「焦製飲料コフィ―：弊店にて御飲用或は粉にて御求共に御自由」の新聞広告を掲載。これにより日本で最初の喫茶店とも謂われている[1][2]。

12月26日の讀賣新聞、左下が放香堂の広告。

- 明治13年（1880年）
貿易業務を休止し、日本茶（宇治茶）・珈琲・紅茶の専門店として宇治茶の製造・小売業務を強化。

- 昭和25年（1950年）
合名会社放香堂設立

- 昭和39年（1964年）
株式会社放香堂設立

- 平成27年（2015年）
10月1日より日本で最初の珈琲店として喫茶店営業を再開。
日本茶の品種や産地を判定するなど、茶の鑑識眼の技量を示す「茶審査技術」で、最高位となる十段に放香堂の茶師 酢田恭行氏が認定される。「茶審査技術十段位」は 60年以上の歴史の中で13人しか選ばれていない（2015年末時点）。